# Оса-де-ла-Вега
Оса-де-ла-Вега (ісп. Osa de la Vega) — муніципалітет в Іспанії, у складі автономної спільноти Кастилія-Ла-Манча, у провінції Куенка. Населення — 616 осіб (2010).
Муніципалітет розташований на відстані близько 120 км на південний схід від Мадрида, 70 км на південний захід від Куенки.

## Демографія
Динаміка населення (INE ):